# 青空のルーレット
『青空のルーレット』（あおぞらのルーレット）は、辻内智貴の小説。単行本は2001年5月17日に筑摩書房から刊行され、2004年1月8日に光文社文庫より文庫化された。辻内智貴の処女作品集。表題作「青空のルーレット」と第16回太宰治賞受賞作「多輝子ちゃん」の2作が所収されている。2007年には塩谷瞬主演で映画化された。

## 映画
2007年11月3日公開。

### キャスト
- 福山タツオ：塩谷瞬
- 栗田加奈子：貫地谷しほり
- 進藤雄介：忍成修吾
- 萩原聡：嶋尾康史
- 工藤孝之：脇知弘
- 中村一馬：川村陽介
- シルビア：中島知子（元オセロ）
- 岸野太郎：高岡蒼甫
- 奥田典之：平田満
- 萩原恵子：鈴木砂羽
- 高峰麗：石田えり
- 織田昇：仲村トオル
- 北村高広：近藤芳正
- 高井誠一：遠藤憲一
- 宮口精三：村田雄浩
- 阪神タイガース選手：福原忍、安藤優也
- 店長：市山貴章
- 山岸：木村啓介
- 現場監督：松木秀樹
- 三浦純也：新大作
- 北条明弘：山本義夫
- 社長：中島薫

### スタッフ
- 監督：西谷真一
- 原作：辻内智貴
- 脚本：丑尾健太郎
- 製作：川崎代治、眞部利治、熱田延雄
- プロデューサー：熱田俊治、竹田裕子
- 助監督：佐藤睦夫
- 撮影：中野英世
- 美術：津留啓亮
- 音楽：百石元
- 照明：首藤英憲
- 録音：群弘道
- 制作プロダクション：パワー・ゲイト・エンタテインメント
- 製作：パワー・ゲイト・エンタテインメント、メモリーテック、アットアームズ
- 配給：パンドラ
- 上映時間：103分

### 音楽
- 主題歌：MOLE HILL「LIFE」
- 挿入歌：MOLE HILL「青空」